# Schizotetranychus sacharum
Schizotetranychus sacharum är en spindeldjursart som beskrevs av Flechtmann och Baker 1975. Schizotetranychus sacharum ingår i släktet Schizotetranychus och familjen Tetranychidae. Inga underarter finns listade i Catalogue of Life.